# Pathocerus wagneri
Pathocerus wagneri là một loài bọ cánh cứng trong họ Cerambycidae.